# Lissodema denticolle
Lissodema denticolle es una especie de coleóptero de la familia Salpingidae.

## Distribución geográfica
Habita en Europa.